# Вестерботенський кур'єр

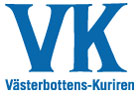

Västerbottens-Kuriren (укр. Кур'єр Вестерботена, також відома як VK) — шведська газета, заснована в 1900 році. Публікується в Умео. Газета висвітлює регіональні новини з регіону Вестерботен (за винятком муніципалітетів Мало, Норсо і Шелефтеа), з особливим інтересом в рідному місті Умео, в поєднанні з національними новинами та міжнародними новинами.

## Розен
VK опублікувала свій перший матеріал 17 травня 1900 року. VK швидко росла і стала найбільшою газетою в Вестерботені в 1903. Серед ранніх авторів журналістів, пов'язаних з газетою, був Астрід Варинг.
Густав Розен, який відігравав важливу роль в історії Folkpartiet (ліберальної народної партії) у Швеції, не був виконавчим директором до 1926 року, коли він був призначений міністром оборони в першому кабінеті Карла Густава Екмана. Його наступник Ернст Гафвелін помер вже після шести місяців, після чого єдиний син Густава Розена Стелан Розен зайняв посаду редактора і видавця у віці 23 років, коли Кабінет Екмана пішов у відставку у вересні 1928 року, Густав Розен повернувся в Умео. Спочатку як політичний редактор ЖК і з 1931 до своєї смерті в 1942 році.

## Бекстрем
У 1929 році Розен продав більшість своїх акцій майстру будівельнику Бекстрему, який почав будувати нове видавництво наступного року на Radhusesplanaden 10 в центрі Умео. Будівля VK була завершена до кінця 1930/1931, в ньому VK розташовувався до 1988 року. У 1949 році ЖК стала першою газетою в Норланді, яка найняла свого власного фотокореспондента, Гаррі Ліндвала, який залишиться на озброєнні аж до своєї відставки в 1985 році.
VK залишався володінням родини Бекстремів до 1971 року, через 15 років після смерті Дж. М. Бекстрема. Після розбіжностей між філією спадкоємців (яка хотіла продати) та філією Умео (яка хотів зберегти VK як ліберальну і вільнодумну газету) газета була вперше продана невеликій поліграфічній фірмі Folk och Samhälle (люди і суспільство), а потім близько 1978 — Stiftelsen VK-Press (VK-Пресс Фонд).

## Сучасна епоха
У 1982 році VK купила землю в промисловій зоні Västerslätt для побудови нової друкарні і отримала новий імпульс, коли Dagens Nyheter (Щоденні Новини) вирішила дозволити Норланду видання для друку там. Друкарня була відкрита восени 1984 року і через кілька років, в 1988 році, вони відкрили навіть іншу друкарню в тому ж районі.
У 1990-х і 2000-х років VK відчувала конкуренцію з боку Norrländska Socialdemokraten (НРР, соціал-демократи Норланду) від Лулу на звання найбільшої щоденної газети з Норланду. VK також стала власником контрольного пакета акцій свого конкурента Västerbottens Folkblad. У 2003 році VK придбав журнал Nöjesmagasinet City, безкоштовний журнал, зосереджений на розваги, тенденції і спосіб життя, який опублікований в різних виданнях для Умео, Зундсваля і Лулу.
Вони відкрили сайт VK.se в 1997 році, який був зроблений редактором Томом Юсліном.

## VK-guldet
З 1937 р. газета щорічно вшановує найкращих спортсменів або спортсменок з Вестерботен так званим VK-guldet (VK-золото). Серед нагороджених Інгемар Стенмарк, Аня Персон, Марта Вієйра да Сілва.